# Omloop Het Volk 1987
L'Omloop Het Volk 1987, quarantunesima edizione della corsa, si svolse il 28 febbraio per un percorso di 237 km, con partenza ed arrivo a Sint-Amandsberg. Fu vinto dall'olandese Teun van Vliet della squadra Panasonic davanti al connazionale Steven Rooks e al belga Jan Goessens.

## Ordine d'arrivo (Top 10)
| Pos. | Corridore          | Squadra                         | Tempo    |
| ---- | ------------------ | ------------------------------- | -------- |
| 1    | Teun van Vliet     | Panasonic                       | 6h06'00" |
| 2    | Steven Rooks       | PDM-Ultima-Concorde             | s.t.     |
| 3    | Jan Goessens       | Lotto-Eddy Merckx               | s.t.     |
| 4    | John Talen         | Panasonic                       | a 7"     |
| 5    | Eric Vanderaerden  | Panasonic                       | s.t.     |
| 6    | Rolf Gölz          | Superconfex-Kwantum Hallen-Yoko | s.t.     |
| 7    | Eddy Planckaert    | Panasonic                       | s.t.     |
| 8    | Herman Frison      | Roland-Skala-TW                 | s.t.     |
| 9    | Marc Sergeant      | Lotto-Eddy Merckx               | s.t.     |
| 10   | Peter Stevenhaagen | PDM-Ultima-Concorde             | s.t.     |